# محمد ظافر المدني
محمد ظافر بن حسن بن حمز المدني (فبراير 1829 - 10 أغسطس 1907) (شعبان 1244 - 2 رجب 1325) فقيه مالكي وصوفي شاذلي مغاربي من أهل القرن التاسع عشر الميلادي/ الثالث عشر الهجري. ولد في مصراتة بطرابلس الغرب العثمانية، ثم سكن المدينة المنورة فنسب اليها، واستقر شيخًا لزاوية الشاذلية بالآستانة عاصمة الإمبراطورية العثمانية، وتوفي بها. وكان وثيق الصلة بسلطان عبد الحميد الثاني. له عدة كتب ورسالات في التصوف والأوراد والأذكار.

## سيرته
هو محمد ظافر بن حسن بن حمزة ظافر المدني. ولد بمصراتة بطرابلس الغرب العثمانية شعبان 1244 هـ/ 1828 م ونشأ بها. والده هو مؤسس الطريقة المدنية في ولاية طرابلس الغرب. قرأ القرآن والفقه على والده. رآه الشيخ السنوسي عند والده فطلب منه أن يسلمه إليه ليتخرج على يديه فاعتذر له، ثم ألبسه خرقة الطريقة، ثم أرسله والده وهو في الخامسة عشرة إلى تونس مع سيدي أحمد بن عبد الوارث، وقد اجتمع بإبراهيم الرياحي. وبعد وفاته والده في جمادى الأولى 1263 / أبريل 1847 تصدى لنشر الطريقة الشاذلية المدنية. 

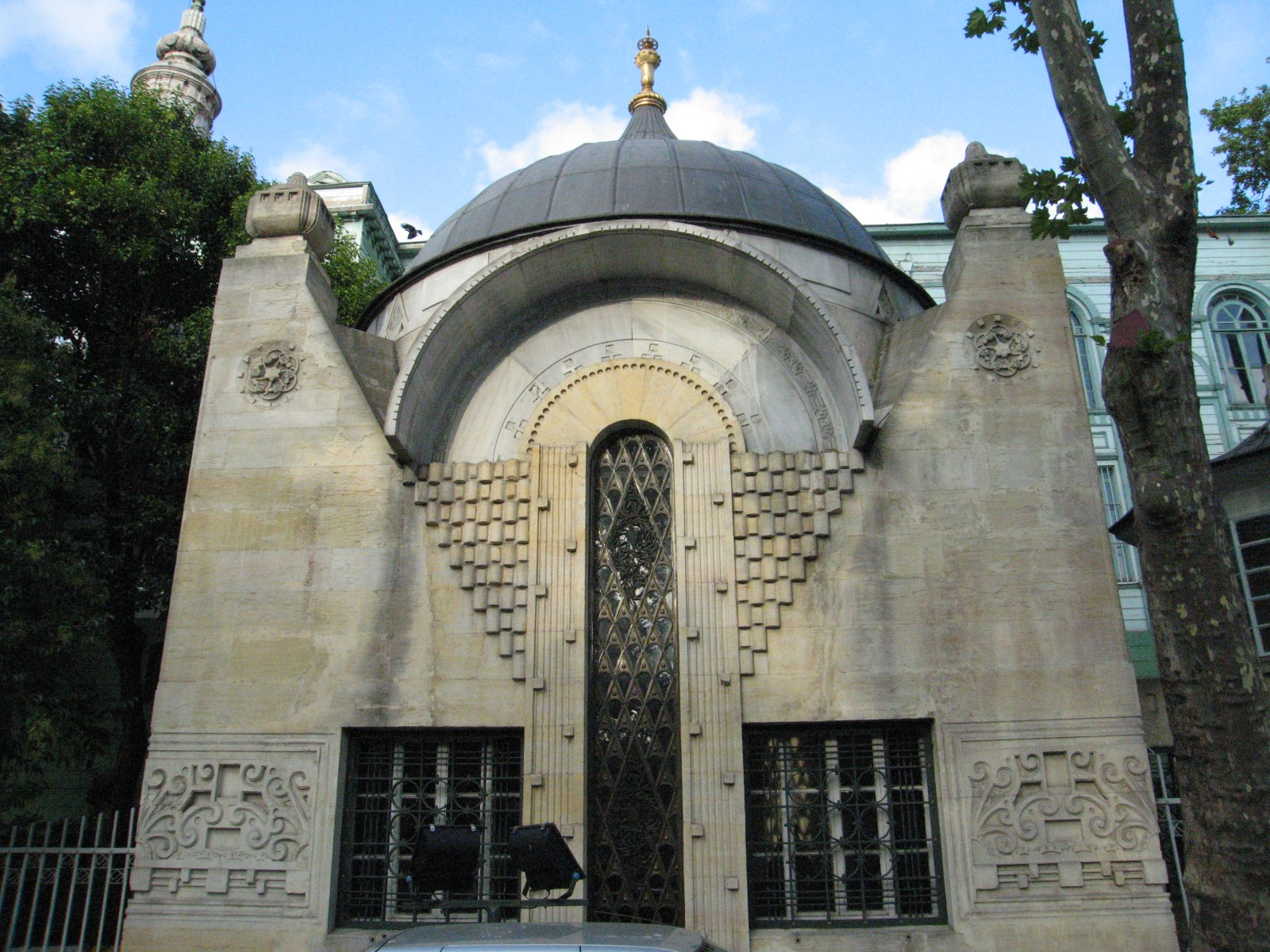
ضريح محمد ظافر المدني في إسطنبول.

ثم هاجر إلى حجاز فحج وزار المدينة، ثم تنقل في شمال أفريقيا، ثم قصد تونس في عهد الأمير الصادق سنة 1288 هـ/ 1871 م فقابله مع أعيان، «واتفق حينئذ ولاية محمود نديم باشا رئيس الصدارة العظمى وكان واليًا على طرابلس الغرب قبلها، فاستقدمه بتلغراف إلى الآستانة، وكان وقتئذ عهد السلطان عبد العزيز سنة 1289 هـ فأخذ عنه الطريقة الشاذلية وأكرمه ثم عاد إلى المدينة ثم إلى الغرب ثم إلى الآستانة سنة 1293 هـ، حيث حضر الجلوس الحميدي فأمسكه أمير المؤمنين إمساك إعزاز معتنيًا به معتقدًا فيه إلى أن بني له التكية سنة 1305 هـ.» 

توفي ليلة 2 رجب 1325 /10 أغسطس 1907 عن 80 عامًا في إسطنبول،‌ وصلى عليه في جامع بشكطاش في جمع كبير، ودفن في زاويته التكية الظافرية وأمر السلطان ببناء قبة على ضريحه وسبيل ماء. خلف 14 ولدًا ذكرًا غير الإناث. 

## آثاره
- «منتخب الرسائل»، في مناقب والده
- «الأنوار القدسية في تنزيه طرق القوم العلية» أو «الأنوار القدسية في شرح طرق القوم العلمية في مناقب الشاذلية»، 1304
- «الرحلة الظافرية»
- «أقرب الوسائل لإدراك معاني منتخبات الرسائل»، شرح فيه رسائل الشيخ العربي الدرقاوي في التصوف
- «النور الساطع والبرهان القاطع»، رسالة أوضح فيها منهاج الطريقة المدنية، 1885